# Deutsche Leichtathletik-Meisterschaften 2022
Die 122. Deutschen Leichtathletik-Meisterschaften fanden am 25. und 26. Juni 2022 im Berliner Olympiastadion statt und wurden im Rahmen der Finals 2022 durchgeführt.
Da bei internationalen Wettbewerben die Langstrecke beim Straßengehen von 50 auf 35 km verkürzt wurde, fand dies auch bei den Deutschen Meisterschaften erstmals Berücksichtigung. Diese Distanz wird nun auch bei den Frauen gegangen. Damit ist die Angleichung des Wettkampfprogramms für die Frauen an das Männerangebot komplett abgeschlossen. Unterscheidungen gibt es lediglich zur Berücksichtigung geschlechtsspezifischer Gegebenheiten: Die Hürden und Hindernisse sind bei den Frauen etwas niedriger als bei den Männern, die Streckenlänge im Hürdensprint beträgt beiden Frauen 100, bei den Männern 110 Meter, wodurch der unterschiedlichen Schrittlänge Rechnung getragen wird. Im Mehrkampf wird bei den Frauen ein Siebenkampf, bei den Männern ein Zehnkampf ausgetragen. Außerdem sind die Gewichte der Stoß- und Wurfgeräte bei den Frauen ein wenig geringer als bei den Männern.
Erstmals bei Deutschen Meisterschaften wurde eine 4-mal-400-Meter-Mixed-Staffel ausgetragen. Das war zwar schon für das Jahr 2020 geplant, jedoch fielen die Staffelläufe wegen der Covid-19-Pandemie in den vergangenen beiden Jahren aus.

## Ausgelagerte Disziplinen
Wie bei den Deutschen Leichtathletik-Meisterschaften üblich, finden die Titelkämpfe in einigen Disziplinen aus organisatorischen oder logistischen Gründen nicht am Haupttermin statt, sondern werden ausgelagert.

Dazu eine Übersicht:
- Marathon: 3. April 2022 in Hannover – im Rahmen des Hannover-Marathons[3]
- 100-km-Straßenlauf (DUV): 9. April 2022 in Ubstadt-Weiher[4]
- Straßengehen: 30. April 2022 in Frankfurt am Main[5]
- 50-km-Straßenlauf (DUV): 1. Mai 2022 in Wolfenbüttel[6][7]
- 10.000 m: 7. Mai 2022 in Pliezhausen[8]
- 24-Stunden-Lauf (DUV): 14./15. Mai 2022 in Bottrop – im Rahmen des Bottroper Ultralauf Festivals (BUF)[9]
- 6-Stunden-Lauf (DUV): 22. Mai 2022 in Herne – im Rahmen des 6 Stundenlaufs Herne[10]
- Langstaffeln: 29. Mai 2022 in Mainz[11]
- Ultratrail (DUV), 82 km / 3680 Höhenmeter (aufwärts) / 3730 Höhenmeter (abwärts): 16. Juli 2022 in Grainau – im Rahmen des Zugspitz Ultratrails[12]
- Mehrkämpfe: 27./28. August 2022 in Filderstadt-Bernhausen – in diesem Jahr wegen zu geringer Teilnehmerzahlen ohne Mannschaftswertungen[13]
- Bahngehen: 10. September 2022 in Neukieritzsch[14]
- 10 km Straßenlauf: 18. September 2022 in Saarbrücken[15]
- Halbmarathon: 25. September 2022 in Ulm – im Rahmen des Einstein-Marathons[16][17]
- Berglauf: 2. Oktober 2022 in Schönau am Königssee – im Rahmen des Jenner-Berglaufs[18]
- Crosslauf: 26. November 2022 in Löningen[19]

## Rekorde
Es wurden vier Meisterschaftsrekorde (CR) aufgestellt, drei davon in erstmals ausgetragenen Wettbewerben:
- 50-km-Straßenlauf, Mannschaftswertung: 9:02:52 h – Braunschweiger Laufclub (Raoul Jankowski, René Menzel. Dominik Schrader)
- 35 km Straßengehen, Einzelwertung (erstmals ausgetragen): 2:29:56 h – Christopher Linke (SC Potsdam)
- 35 km Straßengehen, Einzelwertung (erstmals ausgetragen): 3:04:22 h – Emilia Lehmeyer (LG Nord Berlin)
- 4-mal-400-Meter-Mixed-Staffel (erstmals ausgetragen): 3:24,52 min – VfL Sindelfingen (Maximilian Dillitzer, Carolina Krafzik, Lisa Sophie Hartmann, Yannic Krings)

## Medaillengewinner
Die folgenden Übersichten fassen die Medaillengewinner und -gewinnerinnen zusammen. Eine ausführlichere Übersicht mit den jeweils ersten acht in den einzelnen Disziplinen findet sich unter dem Link Deutsche Leichtathletik-Meisterschaften 2022/Resultate.

### Männer
| Disziplin                                                 | Gold                                                                             | Leistung       | Silber                                                                           | Leistung                           | Bronze                                                                   | Leistung                             |
| --------------------------------------------------------- | -------------------------------------------------------------------------------- | -------------- | -------------------------------------------------------------------------------- | ---------------------------------- | ------------------------------------------------------------------------ | ------------------------------------ |
| 100 m Wind: +0,1 m/s                                      | Owen Ansah (Hamburger SV)                                                        | 10,09 s00      | Julian Wagner (LC Top Team Thüringen)                                            | 10,12 s00                          | Lucas Ansah-Peprah (Hamburger SV)                                        | 10,17 s00                            |
| 200 m Wind: +0,6 m/s                                      | Owen Ansah (Hamburger SV)                                                        | 20,41 s00      | James Adebola (TV Wattenscheid 01)                                               | 20,88 s00                          | Kevin Ugo (TV Wattenscheid 01)                                           | 21,06 s00                            |
| 400 m                                                     | Marvin Schlegel (LAC Erdgas Chemnitz)                                            | 45,77 s00      | Patrick Schneider (TV Wattenscheid 01)                                           | 45,99 s00                          | Manuel Sanders (LG Olympia Dortmund)                                     | 46,04 s00                            |
| 800 m                                                     | Tim Holzapfel (Unterländer LG)                                                   | 1:49,25 min    | Rocco Martin (SG Motor Gohlis-Nord Leipzig)                                      | 1:49,59 min                        | Marc Reuther (Eintracht Frankfurt)                                       | 1:49,67 min                          |
| 1500 m                                                    | Christoph Kessler (LG Region Karlsruhe)                                          | 3:44,64 min    | Marius Probst (TV Wattenscheid 01)                                               | 3:44,72 min                        | Mohamed Mohumed (LG Olympia Dortmund)                                    | 3:45,20 min                          |
| 5000 m                                                    | Mohamed Mohumed (LG Olympia Dortmund)                                            | 13:43,16 min   | Sam Parsons (Eintracht Frankfurt)                                                | 13:43,48 min                       | Nils Voigt (TV Wattenscheid 01)                                          | 13:44,13 min                         |
| 10.000 m                                                  | Simon Boch (LG Telis Finanz Regensburg)                                          | 28:11,69 min   | Filimon Abraham (LG Telis Finanz Regensburg)                                     | 28:15,95 min                       | Homiyu Tesfaye (TSV Pfungstadt)                                          | 28:46,11 min                         |
| 10-km-Straßenlauf                                         | Tom Förster (LG Vogtland)                                                        | 28:52 min00    | Nils Voigt (TV Wattenscheid 01)                                                  | 28:53 min00                        | Samuel Fitwi Sibhatu (LG Vulkaneifel)                                    | 29:01 min00                          |
| 10-km-Straßenlauf Mannschaftswertung                      | TSV Bayer 04 LeverkusenJonathan Dahlke Alexander Schröder Till Grommisch         | 1:29:56 h0000  | LG Telis Finanz RegensburgKonstantin Wedel Maximilian Zeus Tobias Ritter         | 1:30:40 h0000                      | SSC Hanau-RodenbachMarius Abele Tristan Kaufhold Dirk Busch              | 1:30:54 h0000                        |
| Halbmarathon                                              | Konstantin Wedel (LG Telis Finanz Regensburg)                                    | 1:04:54 h0000  | Tobias Blum (LC Rehlingen)                                                       | 1:05:21 h0000                      | Thorben Dietz (SSV Ulm 1846)                                             | 1:05:42 h0000                        |
| Halbmarathon Mannschaftswertung                           | TSG 1845 HeilbronnDustin Uhlig Raphael Junghans Andreas Honecker                 | 3:27:46 h0000  | LG Nord BerlinNiels Michalk Dan Bürger Alexander Bley                            | 3:29:38 h0000                      | SSC Hanau-RodenbachMarius Abele Dominik Müller Evan Habtemichael         | 3:31:09 h0000                        |
| Marathonlauf                                              | Hendrik Pfeiffer (TV Wattenscheid 01)                                            | 2:10:59 h0000  | Frank Schauer (Tangermünde Elbdeichmarathon)                                     | 2:14:43 h0000                      | Erik Hille (LG Telis Finanz Regensburg)                                  | 2:15:04 h0000                        |
| Marathonlauf Mannschaftswertung                           | LAUFTRAINING.com LauffreundeMarcus Schöfisch Nic Ihlow Sebastian Nitsche         | 6:57:30 h0000  | Braunschweiger LaufclubRaoul Jankowski David Brecht Silas Bergmann               | 7:09:43 h0000                      | TV KonstanzJens Ziganke Niklas Hänze Paul Snehotta                       | 7:15:29 h0000                        |
| 50-km-Straßenlauf (DUV)                                   | Marcel Bräutigam (GutsMuths-Rennsteiglaufverein)                                 | 2:51:59 h0000  | Raoul Jankowski (Braunschweiger Laufclub)                                        | 2:54:29 h0000                      | Benedikt Hoffmann (TSG 1845 Heilbronn)                                   | 2:57:12 h0000                        |
| 50-km-Straßenlauf (DUV) Mannschaftswertung                | Braunschweiger LaufclubRaoul Jankowski René Menzel Dominik Schrader              | 9:02:52 h CR0  | LG PassauMaxim Fuchs Stephan Fruhmann Mario Bernhardt                            | 9:30:15 h0000                      | LG UltralaufFabian Benz Darius Spychala Walter Hösch                     | 10:48:52 h0000                       |
| 100-km-Straßenlauf (DUV)                                  | Alexander Bock (LC Rehlingen)                                                    | 6:46:41 h0000  | Tim Schwippel (Braunschweiger Laufclub)                                          | 6:37:52 h0000                      | Max Kirschbaum (LG Ohmbachsee)                                           | 6:55:50 h0000                        |
| 100-km-Straßenlauf (DUV) Mannschaftswertung               | LG Nord Berlin UltrateamFrank Merrbach Dirk Kiwus Stu Thoms                      | 25:36:38 h0000 | LSG KarlsruheMarius Seith Harald Menzel Irwan Harianto                           | 28:11:18 h0000                     | LG UltralaufFabian Benz Florian Gossenauer Walter Hösch                  | 28:31:30 h0000                       |
| 110 m Hürden Wind: −0,3 m/s                               | Martin Vogel (LAC Erdgas Chemnitz)                                               | 13,74 s00      | Tim Eikermann (TSV Bayer 04 Leverkusen)                                          | 13,78 s00                          | Stefan Volzer (VfL Sindelfingen)                                         | 13,83 s00                            |
| 400 m Hürden                                              | Michael Adolf (TSV Gräfelfing)                                                   | 51,25 s00      | Jordan Gordon (OTB Osnabrück)                                                    | 51,55 s00                          | Lennart Roos (LG Rhein-Wied)                                             | 51,87 s00                            |
| 3000 m Hindernis                                          | Karl Bebendorf (Dresdner SC)                                                     | 8:27,61 min    | Frederik Ruppert (SC Myhl LA)                                                    | 8:28,90 min                        | Velten Schneider (VfL Sindelfingen)                                      | 8:45,53 min                          |
| 4 × 100 m Staffel                                         | TV Wattenscheid 01Philipp Trutenat Kevin Ugo Maurice Huke Robin Erewa            | 39,60 s00      | MTG MannheimTimo Lange Patrick Domogala Jonas Kriesamer Robin Ganter             | 39,79 s00                          | LG Brillux MünsterMarkus Greufe Jakob Bruns Kai Sparenberg Luka Herden   | 39,85 s00                            |
| 4 × 400 m Staffel                                         | LG Olympia DortmundJonas Breitkopf Henrik Krause Lorenz Niedrig Manuel Sanders   | 3:12,10 min    | VfL SindelfingenJulian Reese Maximilian Dillitzer Aleksandar Gacic Yannic Krings | 3:15,29 min                        | LG Nord BerlinAlexander Hanke Marc Koch Micha Heidenreich Johannes Wuthe | 3:15,98 min                          |
| 3 × 1000 m Staffel                                        | SSC Hanau-RodenbachJulius Martiny Marius Abele Lukas Abele                       | 7:18,65 min    | Athletics Team KarbenNiklas Harsy Jonathan Schmidt Marc Tortell                  | 7:18,76 min                        | SC DHfK LeipzigConrad Kieselberger Artur Beimler Hannes Braunstein       | 7:19,14 min                          |
| 10.000 Meter Bahngehen                                    | Hagen Pohle (SC Potsdam)                                                         | 39:29,93 min   | Andreas Janker (LG Röthenbach)                                                   | 46:34,87 min                       | Abu El Wafa Jassam (SV Halle)                                            | 46:56,32 min                         |
| 20 km Straßengehen                                        | Nils Brembach (SC Potsdam)                                                       | 1:23:38 h0000  | Hagen Pohle (SC Potsdam)                                                         | 1:24:17 h0000                      | Pascal Artus (Eintracht Frankfurt)                                       | 1:45:01 h0000                        |
| 20 km Straßengehen Mannschaftswertung                     | Polizei SV Berlin IPatrick Seck Stefan Lehmann Günter Evertz                     | 6:33:50 h0000  | Polizei SV Berlin IIBernd Ocker Hölters Ralf Janotte Wolf-Dieter Giese           | 7:12:27 h0000                      | nur zwei Mannschaften in der Wertung                                     | nur zwei Mannschaften in der Wertung |
| 35 km Straßengehen                                        | Christopher Linke (SC Potsdam)                                                   | 2:29:56 h CR0  | Carl Dohmann (SCL Heel Baden-Baden)                                              | 2:30:58 h0000                      | Karl Junghannß (LC Top Team Thüringen)                                   | 2:31:36 h0000                        |
| Hochsprung                                                | Tobias Potye (LG Stadtwerke München) Mateusz Przybylko (TSV Bayer 04 Leverkusen) | 2,30 m         |                                                                                  |                                    | Jonas Wagner (Dresdner SC)                                               | 2,24 m                               |
| Stabhochsprung                                            | Bo Kanda Lita Baehre (TSV Bayer 04 Leverkusen)                                   | 5,90 m         | Oleg Zernikel (ASV Landau)                                                       | 5,70 m                             | Torben Blech (TSV Bayer 04 Leverkusen)                                   | 5,70 m                               |
| Weitsprung                                                | Fabian Heinle (VfB Stuttgart)                                                    | 7,81 m         | Oliver Koletzko (Wiesbadener LV)                                                 | 7,57 m                             | Maximilian Entholzner (LAC Passau)                                       | 7,52 m                               |
| Dreisprung                                                | Max Heß (LAC Erdgas Chemnitz)                                                    | 16,20 m        | Paul Waschburger (LG Stadtwerke München)                                         | 15,53 m                            | Felix Mairhofer (MTG Mannheim)                                           | 15,52 m                              |
| Kugelstoßen                                               | David Storl (SC DHfK Leipzig)                                                    | 20,32 m        | Simon Bayer (VfL Sindelfingen)                                                   | 19,94 m                            | Dennis Lukas (SSV Gymnasium Heinzenwies)                                 | 19,39 m                              |
| Diskuswurf                                                | Martin Wierig (SC Magdeburg)                                                     | 64,25 m        | Henrik Janssen (SC Magdeburg)                                                    | 62,88 m                            | Torben Brandt (SCC Berlin)                                               | 59,92 m                              |
| Hammerwurf                                                | Merlin Hummel (UAC Kulmbach)                                                     | 72,51 m        | Tristan Schwandke (TV Hindelang)                                                 | 72,44 m                            | Sören Klose (Eintracht Frankfurt)                                        | 67,39 m                              |
| Speerwurf                                                 | Julian Weber (USC Mainz)                                                         | 86,61 m        | Maurice Voigt (LG Ohra Energie)                                                  | 77,35 m                            | Andreas Hofmann (MTG Mannheim)                                           | 76,33 m                              |
| Zehnkampf                                                 | Manuel Eitel (SSV Ulm 1846)                                                      | 8189 Pkte.     | Nils Laserich (TSV Bayer 04 Leverkusen)                                          | 7800 Pkte.                         | Nico Beckers (LAV Bayer Uerdingen/Dormagen)                              | 7759 Pkte.                           |
| Crosslauf (Mittelstrecke) 4,12 km                         | Jens Mergenthaler (SV Winnenden)                                                 | 12:39 min00    | Marius Probst (TV Wattenscheid 01)                                               | 12:50 min00                        | Maximilian Pingpank (Hannover Athletics)                                 | 12:57 min00                          |
| Crosslauf (Mittelstrecke) Mannschaftswertung              | LG Nord BerlinDan Bürger Alexander Bley Michael Alber                            | 28 Pkte.       | Hamburg RunningGerrit Kröger Tobias Middendorf Max Schröter                      | 72 Pkte.                           | LSC Höchstadt/AischNiklas Buchholz Theodor Schell Alexander Bier         | 81 Pkte.                             |
| Crosslauf (Langstrecke) 9,80 km                           | Samuel Fitwi Sibhatu (LG Vulkaneifel)                                            | 29:28 min00    | Filimon Abraham (LG Telis Finanz Regensburg)                                     | 29:29 min00                        | Davor Aaron Bienenfeld (SSC Hanau-Rodenbach)                             | 29:48 min00                          |
| Crosslauf (Langstrecke) Mannschaftswertung                | LG Telis Finanz RegensburgFilimon Abraham Konstantin Wedel Maximilian Zeus       | 36 Pkte.       | TSV Bayer 04 LeverkusenJonathan Dahlke Julien Jeandrée Till Grommisch            | 46 Pkte.                           | SSC Hanau-RodenbachDavor Aaron Bienenfeld Lukas Abele Philipp Stuckhardt | 61 Pkte.                             |
| Berglauf 8,4 km/1190 Höhenmeter                           | Julius Ott (TSG 1862 Weinheim)                                                   | 47:24 min00    | Lukas Ehrle (LG Brandenkopf) Benedikt Hoffmann (TSG 1845 Heilbronn)              | 47:42 min00                        |                                                                          |                                      |
| Berglauf Mannschaftswertung                               | SSC Hanau-RodenbachPhilipp Stuckhardt Marius Abele Tristan Kaufhold              | 2:39:01 h0000  | PTSV RosenheimBruno Schumi Maximilian von Lippe Michael Eder                     | 2:39:42 h0000                      | TSG 1845 HeilbronnBenedikt Hoffmann Andreas Honecker Markus Häcker       | 2:46:11 h0000                        |
| 6-Stunden-Lauf (DUV)                                      | Christian Jakob (LC Auensee Leipzig)                                             | 75,151 km      | Marco Scheibe                                                                    | 73,786 km                          | Fabian Deibl (LG Ultralauf)                                              | 70,612 km                            |
| 6-Stunden-Lauf (DUV) Mannschaftswertung                   | LG UltralaufFabian Deibl Walter Hösch Michael Bohm                               | 192,036 km     | LSG KarlsruheIrwan Harianto Andreas Mössinger Gerhard Kappes                     | 150,350 km                         | Adler-Langlauf BottropRené Schaffrynski Martin Hinzer Achim Hartmann     | 140,830 km                           |
| Ultratrail 82 km / 3680 hm (aufwärts) / 3730 hm (abwärts) | Markus Mingo (TV Bad Kötzting)                                                   | 8:34:37 h0000  | Matthias Reichart (TSV Penzberg)                                                 | 9:08:18 h0000                      | Markus Brennauer (TSV Penzberg)                                          | 9:24:33 h0000                        |
| Ultratrail Mannschaftswertung                             | LG AllgäuThomas Miksch Gerald Blumrich Andreas Brittain                          | 36:40:22 h0000 | nur eine Mannschaft in der Wertung                                               | nur eine Mannschaft in der Wertung |                                                                          |                                      |
| 24-Stunden-Lauf (DUV)                                     | Florian Reus (Laufgemeinschaft Würzburg)                                         | 253,894 km     | Michael Ohler (TSV 1886 Kandel)                                                  | 253,732 km                         | Marko Gränitz (Laufgemeinschaft Würzburg)                                | 243,938 km                           |
| 24-Stunden-Lauf (DUV) Mannschaftswertung                  | Laufgemeinschaft WürzburgGeorg Braungart Marko Gränitz Florian Reus              | 625,559 km     | LG UltralaufAdam Hetmanski Willi Klesen Florian Gossenauer                       | 598,961 km                         | LG Nord Berlin UltrateamDirk Kiwus Benjamin Brade Gaston Prüfer          | 582,202 km                           |

### Frauen
| Disziplin                                                 | Gold                                                                                | Leistung       | Silber                                                                         | Leistung                           | Bronze                                                                            | Leistung                             |
| --------------------------------------------------------- | ----------------------------------------------------------------------------------- | -------------- | ------------------------------------------------------------------------------ | ---------------------------------- | --------------------------------------------------------------------------------- | ------------------------------------ |
| 100 m Wind: +0,8 m/s                                      | Gina Lückenkemper (SCC Berlin)                                                      | 10,99 s00      | Rebekka Haase (Sprintteam Wetzlar)                                             | 11,20 s00                          | Yasmin Kwadwo (LC Paderborn)                                                      | 11,44 s00                            |
| 200 m Wind: +0,8 m/s                                      | Rebekka Haase (Sprintteam Wetzlar)                                                  | 23,02 s00      | Jessica-Bianca Wessolly (MTG Mannheim)                                         | 23,22 s00                          | Talea Prepens (TV Cloppenburg)                                                    | 23,36 s00                            |
| 400 m                                                     | Corinna Schwab (LAC Erdgas Chemnitz)                                                | 51,61 s00      | Judith Franzen (TSV Bayer 04 Leverkusen)                                       | 52,27 s00                          | Alica Schmidt (SCC Berlin)                                                        | 52,42 s00                            |
| 800 m                                                     | Christina Hering (LG Stadtwerke München)                                            | 2:00,73 min    | Majtie Kolberg (LG Kreis Ahrweiler)                                            | 2:01,21 min                        | Lucia Sturm (TSV Moselfeuer Lehmen)                                               | 2:02,59 min                          |
| 1500 m                                                    | Hanna Klein (LAV Stadtwerke Tübingen)                                               | 4:22,13 min    | Katharina Trost (LG Stadtwerke München)                                        | 4:22,83 min                        | Vera Coutellier (ASV Köln)                                                        | 4:23,76 min                          |
| 5000 m                                                    | Alina Reh (SCC Berlin)                                                              | 15:21,11 min   | Sara Benfares (LC Rehlingen)                                                   | 15:22,56 min                       | Svenja Pingpank (Hannover Athletics)                                              | 16:08,11 min                         |
| 10.000 m                                                  | Alina Reh (SCC Berlin)                                                              | 32:06,63 min   | Katharina Steinruck (Eintracht Frankfurt)                                      | 32:26,28 min                       | Eva Dieterich (Laufteam Kassel)                                                   | 32:40,11 min                         |
| 10-km-Straßenlauf                                         | Eva Dieterich (Laufteam Kassel) Sara Benfares (LC Rehlingen)                        | 32:29 min00    |                                                                                |                                    | Blanka Dörfel (SCC Berlin)                                                        | 33:29 min00                          |
| 10-km-Straßenlauf Mannschaftswertung                      | LC RehlingenSara Benfares Selma Benfares Sofia Benfares                             | 1:42:00 h0000  | SCC BerlinBlanka Dörfel Christina Gerdes Inken Siebert                         | 1:43:58 h0000                      | LG Telis Finanz RegensburgFranziska Drexler Hanna Bruckmayer Svenja Ojstersek     | 1:44:55 h0000                        |
| Halbmarathon                                              | Laura Hottenrott (PSV Grün-Weiß Kassel)                                             | 1:12:35 h0000  | Blanka Dörfel (SCC Berlin)                                                     | 1:13:03 h0000                      | Natascha Mommers (TSV 1863 Herdecke)                                              | 1:13:24 h0000                        |
| Halbmarathon Mannschaftswertung                           | SCC BerlinBlanka Dörfel Christina Gerdes Carla Morgenroth                           | 3:46:27 h0000  | LG Telis Finanz RegensburgThea Heim Hanna Bruckmayer Luisa Mlinzk              | 3:51:24 h0000                      | LC KronshagenJulia Kümpers Svea Timm Nicole Adler                                 | 3:53:26 h0000                        |
| Marathonlauf                                              | Domenika Mayer (LG Telis Finanz Regensburg)                                         | 2:26:50 h0000  | Rabea Schöneborn (SCC Berlin)                                                  | 2:27:35 h0000                      | Sabine Burgdorf (ASV Köln)                                                        | 2:41:11 h0000                        |
| Marathonlauf Mannschaftswertung                           | SCC BerlinRabea Schöneborn Katja Fischer Annika Holland                             | 8:27:49 h0000  | LSG Goldener Grund SeltersFriederike Schoppe Yasemin Simon Mara Fladung        | 9:09:19 h0000                      | Spiridon FrankfurtTania Moser Mona Winter Anne Schuwirth-Weiße                    | 9:34:24 h0000                        |
| 50-km-Straßenlauf (DUV)                                   | Katrin Ochs (LG Filder)                                                             | 3:40:17 h0000  | Christiane Neidiger (Die Laufpartner)                                          | 3:41:11 h0000                      | Anna Jansen (LG90 Ebersberg-Grafing)                                              | 3:42:21 h0000                        |
| 50-km-Straßenlauf (DUV) Mannschaftswertung                | Die LaufpartnerChristiane Neidiger Anne Stephan Nadine Emminghaus                   | 11:50:05 h0000 | LG UltralaufKatrin Gottschalk Claudia Lederer Rita Nowottny-Hupka              | 12:33:23 h0000                     | LG Nord Berlin UltrateamMalin Auraß Anke Schülke Ullika Schulz                    | 13:30:48 h0000                       |
| 100-km-Straßenlauf (DUV)                                  | Katrin Gottschalk (LG Ultralauf)                                                    | 8:26:01 h0000  | Julia Jezek (Die Laufpartner)                                                  | 8:28:30 h0000                      | Pia Winkelblech (TSV Kandel)                                                      | 8:37:40 h0000                        |
| 100-km-Straßenlauf (DUV) Mannschaftswertung               | Die LaufpartnerJulia Jezek Anne Stephan Marieke Broeren                             | 28:42:10 h0000 | nur eine Mannschaft in der Wertung                                             | nur eine Mannschaft in der Wertung |                                                                                   |                                      |
| 100 m Hürden Wind: −0,1 m/s                               | Marlene Meier (TSV Bayer 04 Leverkusen)                                             | 13,15 s00      | Monika Zapalska (TV Wattenscheid 01)                                           | 13,21 s00                          | Franziska Schuster (TSV Bayer 04 Leverkusen)                                      | 13,32 s00                            |
| 400 m Hürden                                              | Carolina Krafzik (VfL Sindelfingen)                                                 | 55,73 s00      | Gisèle Wender (SV Preußen Berlin)                                              | 55,84 s00                          | Eileen Demes (TV 1861 Neu-Isenburg)                                               | 56,12 s00                            |
| 3000 m Hindernis                                          | Lea Meyer (ASV Köln)                                                                | 9:32,44 min    | Elena Burkard (LG farbtex Nordschwarzwald)                                     | 9:50,10 min                        | Olivia Gürth (Diezer TSK Oranien)                                                 | 9:55,95 min                          |
| 4 × 100 m Staffel                                         | LG Stadtwerke MünchenViola John Marina Scherzl Tina Benzinger Amelie-Sophie Lederer | 44,16 s00      | MTG MannheimEmilie Meier Lisa Nippgen Lorina Hertlein Daniela Wenzel           | 45,06 s00                          | VfL SindelfingenPia Ringhoffer Carolina Krafzik Lisa Sophie Hartmann Jasmin Pansa | 45,13 s00                            |
| 4 × 400 m Staffel                                         | VfL SindelfingenMelanie Böhm Carolina Krafzik Pia Ringhoffer Lisa Sophie Hartmann   | 3:39,74 min    | LG Nord BerlinEmelie Wolff Karolina Pahlitzsch Charlotte Wolff Katharina Hanke | 3:43,93 min                        | LT DSHS KölnLena Naumann Karen Rückert Anne-Catherine Wasser Elena Kelety         | 3:45,08 min                          |
| 3 × 800 m Staffel                                         | LAV Stadtwerke TübingenLaura Wilhelm Jackie Baumann Hanna Klein                     | 6:22,99 min    | ASV KölnKim Uhlendorf Inken Terjung Vera Coutellier                            | 6:28,91 min                        | StG Diez/Lehmen/OchtendungSandra Teller Lucia Sturm Olivia Gürth                  | 6:29,41 min                          |
| 5000 Meter Bahngehen                                      | Lena Sonntag (SC Potsdam)                                                           | 24:46,14 min   | Brit Schröter (LG Vogtland)                                                    | 25:11,35 min                       | Lea Anika Obenaus (SC Potsdam)                                                    | 27:09,30 min                         |
| 20 km Straßengehen                                        | Saskia Feige (SC DHfK Leipzig)                                                      | 1:35:27 h0000  | Linda Betto (TuS Kelsterbach)                                                  | 2:15:07 h0000                      | Antje Köhler (Droste-Running-Team)                                                | 2:20:48 h0000                        |
| 20 km Straßengehen Mannschaftswertung                     | TuS KelsterbachLinda Betto Monika Müller Brigitte Patrzalek                         | 7:12:12 h0000  | nur eine Mannschaft in der Wertung                                             | nur eine Mannschaft in der Wertung |                                                                                   |                                      |
| 35 km Straßengehen                                        | Emilia Lehmeyer (LG Nord Berlin)                                                    | 3:04:22 h CR0  | Katrin Schusters (Polizei SV Berlin)                                           | 3:14:57 h0000                      | nur zwei Teilnehmerinnen am Start                                                 | nur zwei Teilnehmerinnen am Start    |
| Hochsprung                                                | Bianca Stichling (TSV Bayer 04 Leverkusen)                                          | 1,87 m         | Lea Halmans (SV GO! Saar 05) Marie-Laurence Jungfleisch (VfB Stuttgart)        | 1,84 m                             |                                                                                   |                                      |
| Stabhochsprung                                            | Anjuli Knäsche (LG Leinfelden-Echterdingen)                                         | 4,55 m         | Ella Buchner (SC Potsdam)                                                      | 4,40 m                             | Jacqueline Otchere (MTG Mannheim)                                                 | 4,40 m                               |
| Weitsprung                                                | Malaika Mihambo (LG Kurpfalz)                                                       | 6,85 m         | Maryse Luzolo (Königsteiner LV)                                                | 6,60 m                             | Mikaelle Assani (LG Region Karlsruhe)                                             | 6,54 m                               |
| Dreisprung                                                | Neele Eckhardt-Noack (LG Göttingen)                                                 | 14,14 m        | Kristin Gierisch (TSV Bayer 04 Leverkusen)                                     | 14,00 m                            | Jessie Maduka (TV Wattenscheid 01)                                                | 13,77 m                              |
| Kugelstoßen                                               | Sara Gambetta (SV Halle)                                                            | 18,67 m        | Katharina Maisch (LV 90 Erzgebirge)                                            | 18,62 m                            | Julia Ritter (TV Wattenscheid 01)                                                 | 18,25 m                              |
| Diskuswurf                                                | Kristin Pudenz (SC Potsdam)                                                         | 67,10 m        | Shanice Craft (SV Halle)                                                       | 64,64 m                            | Julia Harting (SCC Berlin)                                                        | 64,34 m                              |
| Hammerwurf                                                | Samantha Borutta (Eintracht Frankfurt)                                              | 67,09 m        | Michelle Döpke (TSV Bayer 04 Leverkusen)                                       | 65,51 m                            | Carolin Paesler (TSV Bayer 04 Leverkusen)                                         | 65,49 m                              |
| Speerwurf                                                 | Lea Wipper (SC Magdeburg)                                                           | 60,98 m        | Annika Marie Fuchs (SC Potsdam)                                                | 57,24 m                            | Dana Bergrath (TSV Bayer 04 Leverkusen)                                           | 56,90 m                              |
| Siebenkampf                                               | Mareike Rösing (USC Mainz)                                                          | 5794 Pkte.     | Anna-Lena Obermaier (LG Telis Finanz Regensburg)                               | 5758 Pkte.                         | Laura Voß (LAZ Soest)                                                             | 5545 Pkte.                           |
| Crosslauf 6,35 km                                         | Alina Reh (SCC Berlin)                                                              | 21:59 min00    | Hanna Klein (LAV Stadtwerke Tübingen)                                          | 22:09 min00                        | Miriam Dattke (LG Telis Finanz Regensburg)                                        | 22:19 min00                          |
| Crosslauf Mannschaftswertung                              | LG Telis Finanz RegensburgMiriam Dattke Emma Heckel Kerstin Liebl                   | 25 Pkte.       | SCC BerlinAlina Reh Carla Morgenroth Christina Gerdes                          | 34 Pkte.                           | TSV Bayer 04 LeverkusenAnnasophie Drees Berit Scheid Linda Wrede                  | 67 Pkte.                             |
| Berglauf 8,4 km/1190 Höhenmeter                           | Laura Hottenrott (PSV Grün-Weiß Kassel)                                             | 54:19 min00    | Hanna Gröber (LAV Stadtwerke Tübingen)                                         | 56:41 min00                        | Simone Raatz (ASC Darmstadt)                                                      | 1:00:55 h0000                        |
| Berglauf Mannschaftswertung                               | PTSV RosenheimKerstin Esterlechner Kristina Schollerer Irmi Hobmaier                | 3:17:29 h0000  | LG AllgäuFelicitas Deutschkämer Sabine Nagel Natalie Rauh                      | 3:23:59 h0000                      | SSC Hanau-RodenbachNessrin Amerschläger Maja Severloh Lea Blandamura              | 3:27:10 h0000                        |
| 6-Stunden-Lauf (DUV)                                      | Rebecca Lenger (LG Ultralauf)                                                       | 64,936 km000   | Anja Berners (TV Konzen)                                                       | 64,533 km                          | Sandra Kötzle (LG Mauerweg Berlin)                                                | 64,282 km                            |
| 6-Stunden-Lauf (DUV) Mannschaftswertung                   | LG UltralaufRebecca Lenger Celina Kortüm Sabine Kramer                              | 170,406 km000  | LC Adler BottropKarolin Lohbeck Melanie Fraas Susanne Raßmann                  | 168,484 km                         | nur zwei Mannschaften in der Wertung                                              | nur zwei Mannschaften in der Wertung |
| Ultratrail 82 km / 3680 hm (aufwärts) / 3730 hm (abwärts) | Anna Hahner (SCC Berlin)                                                            | 9:59:06 h0000  | Anna Jansen (LG90 Ebersberg - Grafing)                                         | 10:31:36 h0000                     | Pamela Veith (TSV Kusterdingen)                                                   | 12:15:06 h0000                       |
| 24-Stunden-Lauf (DUV)                                     | Anne Stephan (Die Laufpartner)                                                      | 230,551 km000  | Simone Durry (TG 1848 Neuss)                                                   | 216,502 km                         | Katrin Gottschalk (LG Ultralauf)                                                  | 213,355 km                           |
| 24-Stunden-Lauf (DUV) Mannschaftswertung                  | LG Ultralauf IMiriam Kudermann Katrin Gottschalk Katrin Tüg-Hilbert                 | 597,693 km DR  | LG Ultralauf IIPetra Fornaçon Kerstin Hommel Sylvia Faller                     | 450,751 km                         | Die LaufpartnerChristiane Neidiger Nadine Emminghaus Anne Stephan                 | 442,057 km                           |

### Mixed
| Disziplin         | Gold                                                                                     | Leistung       | Silber                                                                                     | Leistung    | Bronze                                                                           | Leistung    |
| ----------------- | ---------------------------------------------------------------------------------------- | -------------- | ------------------------------------------------------------------------------------------ | ----------- | -------------------------------------------------------------------------------- | ----------- |
| 4 × 400 m Staffel | VfL SindelfingenMaximilian Dillitzer Carolina Krafzik Lisa Sophie Hartmann Yannic Krings | 3:24,52 min CR | TSV Bayer 04 LeverkusenJonas Klein Rebekka Leslie Babilon Anna Lena Schüller Henri Schlund | 3:27,40 min | LG Nord BerlinCharlotte Wolff Johannes Wuthe Karolina Pahlitzsch Alexander Hanke | 3:29,81 min |